# Modiolicola insignis
Modiolicola insignis is een eenoogkreeftjessoort uit de familie van de Lichomolgidae. De wetenschappelijke naam van de soort is voor het eerst geldig gepubliceerd in 1882 door Aurivillius.